# DDD - La Drogueria di Drugolo
DDD - La Drogueria di Drugolo è stata una casa discografica italiana, attiva dagli anni settanta agli anni novanta.

## Storia
La DDD venne fondata nel 1979 dal discografico Roberto Galanti e dal barone Lando Lanni Della Quara, nobile residente nel castello di Drugolo, dal quale gestiva l'impresa erboristica di famiglia, da cui deriva il nome dell'etichetta.
Mise sotto contratto alcuni importanti cantautori italiani, tra cui Enzo Jannacci, Enzo Gragnaniello e Paolo Scheriani, interpreti come Mia Martini, Fiorella Mannoia e gruppi come Le Orme e Gian Piero Reverberi - Rondò Veneziano. Ma l'artista con cui la si identifica più spesso è Eros Ramazzotti, che da questa etichetta fu lanciato.
Fino al 1983 l'etichetta era distribuita dalla RCA Italiana, ma a causa della cessione di quest'ultima al gruppo Bertelsmann BMG, la distribuzione passò momentaneamente alla CBS, che la tenne fino al 1989.
Nel 1989 il barone Della Quara abbandonò la carica di amministratore unico e cedette il 50% delle sue quote azionarie alla BMG che, per qualche anno, mantenne ancora in vita l'etichetta fino a completarne l'acquisto e a integrarne il catalogo nel proprio.

## Dischi
La datazione qui riportata si basa sull'etichetta del disco o sulla copertina; qualora nessuno di questi elementi abbia una datazione, è basata sulla numerazione del catalogo; talora è, infine, basata sul codice della matrice di stampa. Se esistenti, sono riportati, oltre all'anno, il mese e il giorno (quest'ultimo dato si trova, a volte, stampato sul vinile).

### 33 giri
| Numero di catalogo | Anno             | Interprete                             | Titoli                                             |
| ------------------ | ---------------- | -------------------------------------- | -------------------------------------------------- |
| ZPLDR 34095        | 1980             | Garey Mielke                           | Man of the sound                                   |
| ZPLDR 34111        | 1980             | Riccardo Zappa                         | Trasparenze                                        |
| ZPLDR 34130        | 1981             | Tirelli                                | Amore mandarino                                    |
| ZPLDR 34139        | maggio 1981      | Mia Martini                            | Mimì                                               |
| ZPLDR 34145        | 1982             | Le Orme                                | Venerdì                                            |
| ZPLDR 34148        | 1982             | Riccardo Zappa                         | Haermea (La camera incantata)                      |
| 25108              | 7 settembre 1982 | Mia Martini                            | Quante volte... ho contato le stelle               |
| 25408              | 1983             | Donaldo "Donato" Ciresi                | Lettera notturna                                   |
| 25409              | 1983             | Marivana Viscuso                       | Marivana                                           |
| 25418              | 1983             | Francis Lai                            | Inedits                                            |
| 25457              | 1983             | Riccardo Zappa                         | Riccardo Zappa - (Bizzarre)                        |
| 25613              | 5 novembre 1983  | Mia Martini                            | Miei compagni di viaggio                           |
| 25738              | 1983             | Enzo Gragnaniello                      | Enzo Gragnaniello                                  |
| 25858              | 1984             | Artisti Vari                           | Made to Dance                                      |
| 26002              | 1984             | Raffaele Mazzei                        | Il nibbio                                          |
| 26304              | 1984             | Mia Martini                            | Il meglio di Mia Martini                           |
| 26305              | 1984             | Riccardo Zappa                         | Raccolta                                           |
| 54611              | 1984             | Carrara                                | Shine on dance - (EP 12")                          |
| 26353              | 1985             | Eros Ramazzotti                        | Cuori agitati                                      |
| 26442              | 1985             | Riccardo Zappa                         | Minuti                                             |
| 26443              | 1985             | Paolo Scheriani                        | Distanze                                           |
| 26459              | 15 aprile 1985   | Enzo Jannacci                          | L'importante                                       |
| 26543              | 1985             | Carrara                                | My melody                                          |
| 26719              | 1985             | Artisti Vari                           | Superstars                                         |
| 26722              | 1985             | Enzo Gragnaniello                      | Salita Trinità degli Spagnoli                      |
| 26798              | 1985             | Carrara                                | Carrara Gold                                       |
| 26810              | 1985             | Artisti Vari                           | B-Side compilation                                 |
| EMB 21127          | 1985             | Fausto Leali                           | Canzoni d'amore - (Serie Musica Più)               |
| 26979              | 1986             | Eros Ramazzotti                        | Nuovi eroi                                         |
| 28555              | 1986             | Cherry                                 | Take a moment/Love destination - (Mix)             |
| 450363             | 1986             | Riccardo Zappa                         | Prenditi tempo...                                  |
| 450395             | 1986             | Carlo Siliotto                         | Mino - (Colonna sonora)                            |
| 450867 1           | 11 marzo 1987    | Enzo Jannacci                          | Parlare con i limoni                               |
| 450867 2           | 1987             | Enzo Jannacci                          | Parlare con i limoni - (CD con bonus tracks)       |
| 451149             | 1987             | Maurizio Marsico                       | Mefisto Funk                                       |
| 460445             | 1987             | Eros Ramazzotti                        | In certi momenti                                   |
| 460801             | 1988             | Fiorella Mannoia                       | Canzoni per parlare                                |
| 461090             | 1988             | Jo Squillo                             | Terra magica                                       |
| 461181             | 1988             | Eros Ramazzotti                        | Musica è - (Anche in versione Picture Disc)        |
| 463075             | 1988             | Mimmo Cavallo                          | Non voglio essere uno spirito                      |
| 463254             | 1988             | Ciao Fellini                           | '70 mi dà tanto                                    |
| 463353             | 1989             | Giorgio Faletti                        | Colletti bianchi                                   |
| 465060             | 1989             | Meccano                                | Le ragazze come me                                 |
| 465140             | 1989             | Lijao                                  | Musica di strada                                   |
| 74441              | 1989             | Walter Lupi                            | Bhakta Priya                                       |
| 465171 - 74498     | 1989             | Enzo Jannacci                          | Se me lo dicevi prima e altri successi             |
| 466056 - 74499     | 1989             | Enzo Jannacci                          | 30 anni senza andare fuori tempo                   |
| 465359             | 1989             | Vincenzo Spampinato                    | Dolce amnesia dell'elefante                        |
| 209 993            | 1989             | Mimmo Cavallo                          | Non voglio essere uno spirito - (Edizione tedesca) |
| 21-0654 / 26-0654  | 1990             | Eros Ramazzotti                        | In ogni senso - (LP / CD)                          |
| 21-1167 / 26-1167  | 1990             | Rino Zurzolo                           | Fuorlovado                                         |
| 21-1184 / 26-1184  | 1990             | Massimo Gatti                          | Frangenti                                          |
| 21-1185 / 26-1185  | 1990             | Giusto Pio                             | Utopie                                             |
| 21-1186 / 26-1186  | 1990             | Antonio Calogero                       | Caleidoscopio                                      |
| 21-1205 / 26-1205  | 1990             | Vincenzo Spampinato                    | Antico suono degli dei                             |
| 74444              | 1990             | Franco Morone                          | Stranalandia                                       |
| 74496              | 1990             | Licia Consoli - Giuseppe Leopizzi      | Nierika                                            |
| 74497              | 1990             | Riccardo Zappa                         | Anthakarana Swami                                  |
| ZD 74500           | 1990             | Eros Ramazzotti                        | Cuori agitati - (ristampa in CD)                   |
| ZD 74501           | 1990             | Eros Ramazzotti                        | Nuovi eroi - (ristampa in CD)                      |
| ZD 74502           | 1990             | Eros Ramazzotti                        | In certi momenti - (ristampa in CD)                |
| ZD 74503           | 1990             | Eros Ramazzotti                        | Musica è - (ristampa in CD)                        |
| 21-1543 / 26-1543  | 1991             | Matia Bazar                            | Anime pigre                                        |
| 21-1737 / 26-1737  | 14 maggio 1991   | Enzo Jannacci                          | Guarda la fotografia                               |
| 21-1738 / 26-1738  | 1992             | Fattorini                              | Fattorini                                          |
| 21-1764 / 26-1764  | 1991             | Celeste Johnson                        | The swing of love                                  |
| 21-2035 / 26-2035  | 1991             | Riccardo Zappa                         | Santo & Zappa                                      |
| 21-2353 / 26-2353  | 1991             | Gigi Cifarelli                         | Kitchen Blues                                      |
| 21-2354 / 26-2354  | 1991             | Luigi Bonafede                         | Another side of me                                 |
| 21-2355 / 26-2355  | 1991             | Giancarlo Locatelli Quintet            | Trochus                                            |
| 21-2356 / 26-2356  | 1991             | Nightflight                            | That's it                                          |
| 30-4330 / 35-4330  | 1991             | Eros Ramazzotti                        | Eros in concert                                    |
| 26-2867            | 1992             | Artisti Vari                           | Raccolta della Collana "Strumento"                 |
| 21-2868 / 26-2868  | 1992             | Roberto Mazzanti                       | Cloud                                              |
| 21-2869 / 26-2869  | 1992             | Alessandro Ravi                        | L'offerta dell'acqua                               |
| 21-2870 / 26-2870  | 1992             | Franco Azzarelli - Aldo Navazio        | Itaberà                                            |
| 21-2893 / 26-2893  | 1992             | Mimmo Cavallo                          | L'incantautore                                     |
| 74321 10037 1      | 1992             | Stefano Bozzetti                       | Tutto questo è                                     |
| 74321 11867 2      | 1992             | Attilio Zanchi                         | Some other place                                   |
| 74321 11868 2      | 1992             | Amato Jazz Trio                        | Came the maiden bright                             |
| 74321 11869 2      | 1992             | Dario Faiella Quintet                  | Via Venini                                         |
| 74321 11870 2      | 1992             | Alberto Borsari                        | 251                                                |
| 74321 11871 2      | 1992             | Aldo Mella e Andrea Allione Quartet    | Enklisis                                           |
| 74321 11991        | 1992             | Gian Piero Reverberi - Rondò Veneziano | Stagioni di Venezia                                |
| 74321 12267 1      | 1992             | Vincenzo Spampinato                    | L'amore nuovo                                      |
| 74321 12349 2      | 1993             | Riccardo Zappa                         | Fondali                                            |
| 74321 12352 2      | 1993             | Licia Consoli - Giuseppe Leopizzi      | Lighea                                             |
| 74321 13560 2      | 1993             | Matia Bazar                            | Dove le canzoni si avverano                        |
| 74321 13562 2      | 1993             | Antonella Bucci                        | Il mare delle nuvole                               |
| 74321 14329        | 1993             | Eros Ramazzotti                        | Tutte storie                                       |
| 74321 16356        | 1993             | Fabio Treves                           | Jumpin'                                            |
| 74321 16357 1      | 1993             | Giulio Visibelli                       | Words                                              |
| 74321 18413 2      | 1993             | Progetto Cavani                        | Alza la testa                                      |
| 74321 18414 2      | 1993             | Piero Chiappano                        | La via del sale                                    |
| 74321 18905 2      | 1994             | Vincenzo Zitello                       | La via                                             |
| 74321 18906 2      | 1994             | Carlo Marrale                          | Tra le dita la vita                                |
| 74321 19259 2      | 1994             | Enzo Jannacci                          | I soliti accordi                                   |
| 74321 20419 2      | 1994             | Metrica                                | Fuorimetrica                                       |
| 74321 20420 2      | 1994             | Artisti Vari                           | Tuttigusti                                         |
| 74321 20421 2      | 1994             | Eros Ramazzotti                        | Todo Historias                                     |
| 74321 21342 2      | 1994             | Riccardo Zappa                         | Dal Vivo                                           |
| 74321 21775 2      | 1994             | Gian Piero Reverberi - Rondò Veneziano | Il mago di Venezia                                 |
| 74321 30139 2      | 1995             | Gian Piero Reverberi - Rondò Veneziano | Sinfonia di Natale                                 |
| 74321 35441 2      | 1996             | Eros Ramazzotti                        | Dove c'è musica                                    |
| 74321 53293 2      | 1997             | Eros Ramazzotti                        | Eros                                               |
| 74321 62378 2      | 1998             | Eros Ramazzotti                        | Eros live                                          |

### 45 giri
| Numero di catalogo | Anno            | Interprete              | Titoli                                                               |
| ------------------ | --------------- | ----------------------- | -------------------------------------------------------------------- |
| ZBDR 7189          | 1980            | Martina                 | Disco 'round the world/Touch me                                      |
| ZBDR 7190          | 1980            | Gene Colonnello         | A fil di logica/Io non ho che te                                     |
| ZBDR 7208          | 1981            | Mia Martini             | Ti regalo un sorriso/Ancora grande                                   |
| ZBDR 7209          | 1981            | Tirelli                 | Dimmi per chi/Shillà                                                 |
| ZBDR 7236          | 1981            | Mia Martini             | E ancora canto/Stai con me                                           |
| ZBDR 7239          | 1981            | Tirelli                 | Addio Milano/Dimmi per chi                                           |
| ZBDR 7245          | 1982            | Tirelli                 | Io senza te/Musica che rapisce                                       |
| ZBDR 7246          | 1982            | Le Orme                 | Marinai/La notte                                                     |
| ZBDR 7250          | 1982            | Mia Martini             | E non finisce mica il cielo/Voglio te                                |
| ZBDR 7264          | 1982            | Fausto Leali            | Gente comune/Vado col vento                                          |
| ZBDR 7268          | 1982            | Pierre Bachelet         | Di un altro mondo/Ma io penso a te                                   |
| ZBDR 7269          | 1982            | Made in Italy           | La piscina/Io & te                                                   |
| ZBDR 7278          | 1982            | Eros Ramazzotti         | Ad un amico/Sole che viene                                           |
| JC 15081           | 1982            | Le Orme/Mia Martini     | Rosso di sera/Guarirò guarirò                                        |
| A 2819             | 1982            | Mia Martini             | Quante volte/Solo noi - (pubblicato con due copertine diverse)       |
| A 2820             | 1982            | Le Orme                 | Rosso di sera/Sahara                                                 |
| A 3150             | 1983            | Daniela Goggi           | Dammi tanto amore/Insieme a te                                       |
| A 3293             | 1983            | Donaldo "Donato" Ciresi | Lettera notturna/Sara                                                |
| A 3294             | 1983            | Marivana                | Ninnia/I musicisti (però le note)                                    |
| A 3328             | 1983            | Fausto Leali            | Canzone amara/Camminando                                             |
| A 3383             | 1983            | Riccardo Zappa          | Cooper e la macchina parlante (parte 1)/(parte 2)                    |
| A 3384             | 1983            | Olsen Brothers          | Marie Marie/Feels like I'm crazy                                     |
| A 3485             | 1983            | Tony Labriola           | Cocò/Bleccaut                                                        |
| A 3486             | 1983            | Mia Martini             | Bambolina/Guarirò guarirò                                            |
| A 3807             | 1983            | Enzo Gragnaniello       | 'A rota/S'je fosse nato                                              |
| A 3808             | 1983            | Jane Hill               | Radio/Keepon music                                                   |
| A 3809             | 1983            | Chris Keane             | (The ballad of) Lone Ranger/Chorus girl                              |
| A 3810             | 1983            | Marivana                | Le mille bolle blu/Che sarà                                          |
| A 3876             | 1983            | Carrara                 | Disco king/Disco king (strumentale)                                  |
| A 4126             | 1984            | Eros Ramazzotti         | Terra promessa/Bella storia - (pubblicato con due copertine diverse) |
| A 4382             | 1984            | Daniela Goggi           | È un nuovo giorno/Senza te                                           |
| A 4383             | 1984            | Christine               | Dancing hours/Dancing hours (versione mix)                           |
| A 4384             | 1984            | Carrara                 | Shine on dance/Last emotion                                          |
| A 4406             | 1984            | Raffaele Mazzei         | Canzone dei desideri/Alle porte dell'inverno                         |
| A 4492             | 1984            | Fausto Leali            | Io, io senza te/Allora no                                            |
| A 4553             | 1984            | Maracas                 | Me gusta bailar (y cantar)/(Versione per DJ)                         |
| A 4788             | 1984            | Paco D'Alcatraz         | Doberman/Voglio l'oscar                                              |
| A 4809             | 1984            | Eros Ramazzotti         | Buongiorno bambina/Voglio volare                                     |
| A 6029             | 21 gennaio 1985 | Eros Ramazzotti         | Una storia importante/Respiro nel blu                                |
| A 6030             | 1985            | Mia Martini             | Spaccami il cuore/Lucy                                               |
| A 6146             | 1985            | Jimmy McFoy             | Hi girl/Hi girl (DJ mix)                                             |
| A 6199             | 1985            | Paolo Scheriani         | Un'Italia fa/Miracolo a Milano)                                      |
| A 6200             | 1985            | Meccano                 | Endless refrain/Endless refrain (strumentale)                        |
| A 6246             | 1985            | Carrara                 | Welcome to the Sunshine/My melody                                    |
| A 6250             | 1985            | Eros Ramazzotti         | Cuori agitati/Quando l'amore                                         |
| A 6251             | 23 aprile 1985  | Enzo Jannacci           | Son s'cioppàa/L'importante è esagerare                               |
| A 6299             | 1985            | Enzo Jannacci           | Mi-mi-la-la-Mi-Mi-la-lan!/La bambina lupo                            |
| A 6301             | 1985            | Azzurra                 | Quanto amore/Ti voglio bene                                          |
| A 6723             | 1985            | Coin Privé              | I don't care/Fly by night                                            |
| A 6872             | 1985            | Marylitz                | She is a bad girl/(Strumentale)                                      |
| A 6918             | 1986            | Eros Ramazzotti         | Adesso tu/Un nuovo amore                                             |
| A 6919             | 1986            | Aida Satta Flores       | Croce del sud/Alkaid                                                 |
| A 7196             | 1986            | Paolo Scheriani         | La danzatrice di flamenco/Io volerei                                 |
| A 7214             | 1986            | Duo Latino              | El marinero/To be right                                              |
| A 7262             | 1986            | Ciao Fellini            | Noche a Bahia/Noche a Bahia (strumentale)                            |
| 650223-7           | 1986            | Cherry                  | Take a moment/Love's destination                                     |
| 650256-7           | 1986            | Overture                | Songwriter/Burning inside                                            |
| 650409-7           | 1987            | Fiorella Mannoia        | Quello che le donne non dicono/Ti ruberò                             |
| 650410-7           | 1987            | Paolo Scheriani         | L'esteta/Dagli un taglio                                             |
| 650881-7           | 1987            | Kate                    | Carnival/The woman and the girl in me                                |
| 650884-7           | 1987            | Lijao                   | Amore intensità/Amore intensità (strumentale)                        |
| 650885-7           | 1987            | Etnica                  | Ondarabia/Ondarabia (Reverse version)                                |
| 651003-7           | 1987            | Fausto Leali            | A chi/Canzone amara                                                  |
| 651408-7           | 1987            | Cherry                  | Lullaby/Cherry's dream                                               |
| 651417-7           | 1988            | Fiorella Mannoia        | Le notti di maggio/Fino a fermarmi                                   |
| 651418-7           | 1988            | Lijao                   | Per noi giovani/Esagerato amore                                      |
| 651686-7           | 1988            | Mimmo Cavallo           | Non voglio essere uno spirito/Lavori in corso                        |
| 651687-7           | 1988            | Meccano                 | Attenti a noi/Come il mare                                           |
| 651695-7           | 1988            | Jo Squillo              | Diavolo/Non sei l'immagine che ho di te                              |
| 652821-7           | 1988            | Ciao Fellini            | La mia banda suona il rock7Rockaliente                               |
| 653087-7           | 1988            | Jo Squillo              | Terra magica/Tu non mi cucchi più                                    |
| 653088-7           | 1989            | Mimmo Cavallo           | Voglio un amore grande/Felice carriera                               |
| 653128-7           | 1988            | Giorgio Faletti         | Tette a lampadina/Colletti bianchi                                   |
| 654655-7           | 1989            | Ciao Fellini            | Prisencolineninsainciusol (Cover version)/(Acid version)             |
| 654702-7           | 1989            | Meccano                 | Le ragazze come me/Un amore per vincere                              |
| 654706-7           | 1989            | Enzo Jannacci           | Se me lo dicevi prima/Vita e bottoni                                 |
| 654836-7           | 1989            | Lijao                   | Com'è grande la città/Io ti farei                                    |
| 654894-7           | 1989            | Ciao Fellini            | Four Fellini go to Cinecittà/Madame                                  |
| 654939-7           | 1989            | Tiziano Cavaliere       | Con le donne/Be a woman                                              |
| 654950-7           | 1989            | C.N.N.T.                | Cosa Nostra No Thanks/CNNT (Instrumental version)                    |
| 654972-7           | 1989            | Finalmente Ricchi       | De Niro/De Niro (strumentale)                                        |
| 655335-7           | 1989            | Lijao                   | L'odore della notte/Occhi nuvolosi                                   |
| 655433-7           | 1989            | 24H. a day              | Valentina/Valentina (dub version)                                    |
| 661686             | 1989            | Mimmo Cavallo           | Non voglio essere uno spirito/Voglio un futuro possibile             |
| 113087             | 1990            | Lijao                   | Un cielo che si muove/Fretta di vivere                               |
| 113405             | 1990            | Ciao Fellini            | Dalì/Dalì (Versione Mix)                                             |
| 114405             | 1991            | Celeste Johnson         | The swing of love/Can't Get Over You                                 |
| 114158             | 1991            | Enzo Jannacci           | La fotografia/La fine della storia                                   |
| 115289             | 1992            | Antonella Bucci         | Le ragazze crescono/Il gigante                                       |